# Luckey

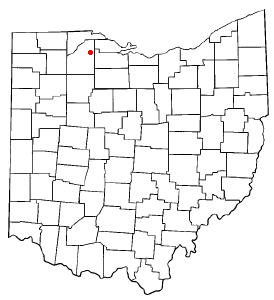
Luckey na planie stanu Ohio

Luckey – wieś w USA, w hrabstwie Wood, w stanie Ohio.
Według danych z 2000 roku wieś zamieszkiwana była przez 998 mieszkańców.